# 743
سنة 743 م كانت سنة بسيطة تبدأ يوم الثلاثاء (الرابط يظهر نموذج التقويم الكامل للسنة) من التقويم اليولياني. بدأت تسمية السنة ب743 منذ العصور الوسطى المبكرة، عندما أصبح تقويم أنو دوميني هو الأسلوب السائد في أوروبا لتسمية السنوات.

## أحداث
- نهاية ثورة الأمازيغ في 743 والتي بدأت في 739.

## مواليد
- أبو زيد الأنصاري لغوي عراقي

## وفيات
- هشام بن عبد الملك
- النابغة الشيباني